# تلة الركبة المرتجفة
تلة الركبة المرتجفة هو كتاب للأطفال كتبته ناتالي بابيت ونُشر عام 1970. وقد مُنح جائزة نيوبيري عام 1971. وعلى الرغم من أن القصة موجهة للأطفال، إلا أن بعض الموضوعات الأساسية تتناول موضوعات مثل الحاجة إلى الدين المُخترع.

## ملخص القصة
تدور أحداث القصة في قرية إنستيب الصغيرة. جاء إيغان، الفتى الصغير، لزيارة أقاربه وحضور معرض. ينتاب أهل القرية الرعب من الأصوات القادمة من قمة جبل صغير قريب. لم يتحرَّ أحد عن مصدر الصوت، لكن الشائعة تقول إن شيئًا يُدعى ميجريموم يعيش هناك، ولا يُبعد عنه إلا باستخدام تعاويذ وقرابين متنوعة.
بعد أن سخر منه ابن عمه، قرر إيغان تسلق الجبل بحثًا عن مصدر الأصوات. وعندما اكتشف حقيقة الأمر، كان عليه اتخاذ قرار صعب بشأن إبلاغ القرية أم لا.
في أعلى التل، يكتشف إيغان عدم وجود ميجريموم؛ مصدر الصوت هو بخار نبع يغلي داخل كهف، يُصفر ويُئن ويتردد صداه في الكهف الصخري عند هطول المطر. يحاول إيغان إقناع الآخرين بإمكانية تفسير لغز ميجريموم، لكنهم يُفضلون الاستمرار في الإيمان بوجوده.